# Roodkindwerghoningeter
De roodkindwerghoningeter (Myzomela eques) is een endemische vogel uit de regenbossen van Nieuw-Guinea.

## Beschrijving
De roodkindwerghoningeter is een honingeter uit het geslacht Myzomela met een lengte van 14 cm. Het mannetje en het vrouwtje zijn beide donker grijsbruin met een rode streep op de kin die bij het vrouwtje kleiner is. De snavel is zwart, omlaag gebogen en vrij lang.

## Verspreiding en leefgebied
De roodkindwerghoningeter komt voor in laagland- en heuvellandbossen op een hoogte tussen 0 en 500 m (soms tot 1000 m) boven de zeespiegel in de Indonesische provincies West-Papoea en Papoea en in Papoea-Nieuw-Guinea en op de eilanden Misool, Salawati, Waigeo, Nieuw-Brittannië en Umboi. De vogel is minder beweeglijk dan de andere Myzomela-soorten en foerageert zowel op bloesems in de boomkronen als op lagere niveaus van het regenwoud.
De soort telt vier ondersoorten:
- M. e. eques: West-Papoea en noordwestelijk Nieuw-Guinea.
- M. e. primitiva: noordelijk Nieuw-Guinea.
- M. e. nymani: zuidelijk en oostelijk Nieuw-Guinea.
- M. e. karimuiensis: Karimui (de oostelijke hooglanden van Nieuw-Guinea).

## Status
De grootte van de populatie is niet gekwantificeerd maar de soort wordt omschreven als schaars tot algemeen. Op de Rode lijst van de IUCN heeft deze soort de status niet bedreigd.